# Castrum Novum (Santa Marinella)
Castrum Novum fu l'antica colonia marittima situata a nord della città di Santa Marinella in località Torre Chiaruccia.

## Storia
Fondata come fortezza a protezione del litorale nel 264 a.C. durante la Prima Guerra Punica, doveva impedire o frenare un'eventuale invasione dei Cartaginesi insieme ad altre 3 fortezze (Pyrgi a Santa Severa, Alsium a Ladispoli, Fregenae in omonima località). Altro scopo era quello del controllo del territorio conquistato agli Etruschi. La prima fortezza conteneva circa 300 soldati.
Con l'ingrandirsi del dominio di Roma e l'allontanarsi dei confini la funzione di fortezza venne meno e Castrum Novum divenne una città.
In epoca imperiale fu città fiorente grazie alle sue peschiere (allevamenti di pesci, ostriche e murene), tra le più grandi del Mediterraneo. Possedeva un grande teatro, un foro, un tempio di Apollo, domus e terme.
Il nome del periodo imperiale si riferisce ad una deduzione della colonia dopo un precedente abbandono o depauperamento, una rinascita dovuta all'imperatore della gens Julia, dalla quale deriverebbe il nome.
Presso il Museo Nazionale di Civitavecchia si conservano due lastre di calcare con scene riferibili a ludi gladiatori, con ogni probabilità provenienti dall’area di Castrum Novum, databili nei primi decenni del I secolo d.C. Si tratta di scene relative al confronto tra gladiatori appartenenti a due note classi gladiatorie dell’antica Roma i parmulari i e gli scutati. È molto probabile che i due elementi architettonici facciano parte di un unico ciclo decorativo di un monumento funerario, sito forse lungo l’antica via Aurelia, appartenuto a qualche ricco personaggio della colonia di Castrum Novum, attivo nell’organizzazione di spettacoli gladiatori. La presenza del sepolcro nell’area prossima al centro urbano potrebbe anche segnalare in via indiretta l’esistenza di un possibile anfiteatro tra gli edifici monumentali della città. La colonia visse per 800 anni, poi fu abbandonata.
L’antica area urbana è stata certamente usata come cava di materiali da costruzione per tutto il medioevo e gran parte dell’epoca moderna, fino all’avvio delle campagne di scavo del XVIII secolo e anche oltre. L’intera cinta muraria del castrum è stata smontata per il recupero di migliaia di blocchi squadrati di arenaria da riusare per nuovi edifici, infrastrutture viarie e portuali, forse a Civitavecchia e a Santa Marinella se non addirittura a Roma. Stesso destino di demolizione per riutilizzo hanno subito le strutture del teatro e di certo anche gli altri edifici monumentali della città.
A frequentazioni di epoca altomedievale, medievale e moderna, possono essere riferiti alcuni frammenti di ceramica a vetrina rinvenuti presso i resti del teatro e le varie ceramiche invetriate e a maiolica ritrovate con alcune monete, nel riempimento della grande fossa di spoliazione delle mura e nell’humus che ricopriva le strutture della porta Est.
L’esplosione edilizia della nuova città balneare di Santa Marinella che nella seconda metà del Novecento ha riportato il sito archeologico al centro dell’attenzione, soprattutto degli organi di tutela che già a suo tempo ne avevano predisposto il vincolo. I terreni, oggetto di tentativi di speculazione edilizia, vengono interessati da vari scavi di recupero curati dalla Soprintendenza Archeologica per l’Etruria Meridionale: nel 1972, viene pubblicata la carta archeologica e il lavoro di ricerca di Piero Alfredo Gianfrotta che con un volume dedicato espressamente all’antica Castrum Novum e al suo territorio, nell’ambito della collana Forma Italiae, costituisce una pietra miliare nella storia egli studi.

## Origine del nome
Si ritiene che il nome derivi dalla presenza già in zona di un altro castrum ("vecchio"), probabilmente collocato presso la Castellina del Marangone.
Il nome del periodo imperiale si riferisce ad una deduzione della colonia dopo un precedente abbandono o depauperamento, una rinascita dovuta all'imperatore della gens Julia, dalla quale deriverebbe il nome.

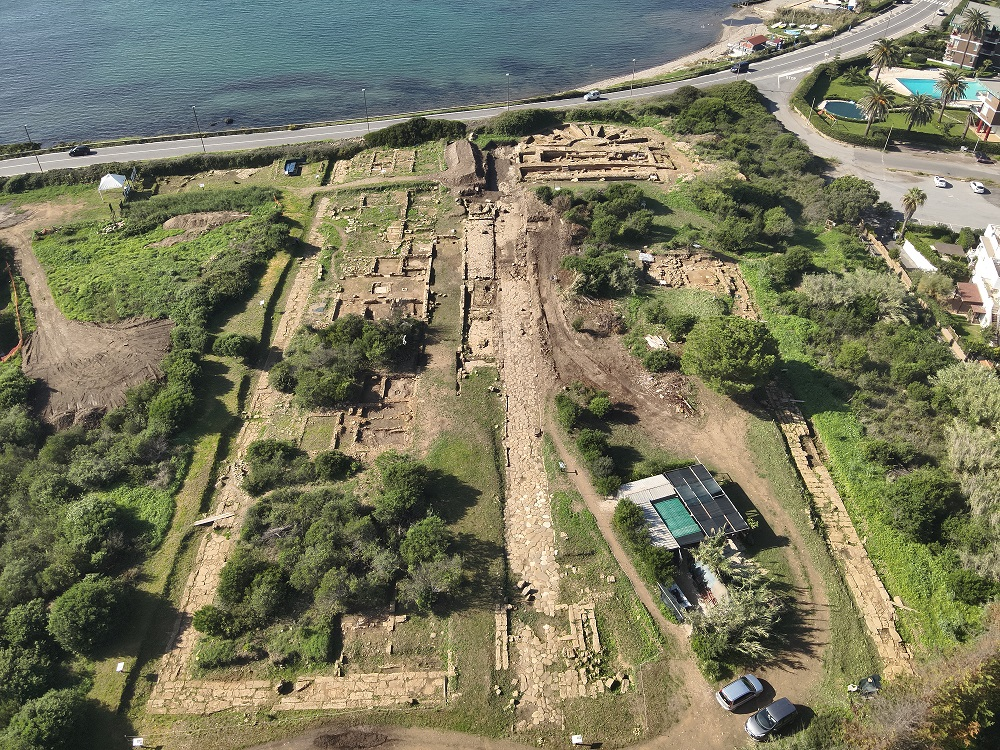
Vista scavi Castrum Novum da est

## Territorio
Il territorio oltre duemila anni fa si presentava con un litorale avanzato, in quanto il mare era più basso di circa 1,3 metri. La linea di costa che mostrava chiaramente la presenza di un importante punto di approdo, un porto naturale. Le peschiere (oggi sommerse) erano in terraferma. Fonte: Istituto Nazionale di Geofisica e Vulcanologia.

## Principali campagne archeologiche di scavo

### Gli scavi del Settecento e le successive ricerche
L’area urbana dell’antica Castrum Novum per la sua posizione rilevata sul mare e facilmente accessibile è stata interessata dagli scavi pontifici del XVIII secolo, curati dalla Reverenda Camera Apostolica, iniziati con la direzione di Giovanni Corradi nel 1776 e definitivamente conclusi nel 1796 con Giuseppe Alibrandi, dopo ben quattro distinte campagne di ricerca che, tra il 1776 e il 1779, portarono al ritrovamento di note sculture di grande pregio, oggi nei Musei Vaticani, marmi, metalli, monete e numerosi altri materiali.
Purtroppo, di tali campagne di scavo, che furono senza dubbio intensive e sistematiche, non ci resta alcuna descrizione che consenta di posizionare le aree indagate e di conoscere le strutture e i contesti in cui i reperti furono rinvenuti. Tuttavia, la presenza di basi di statue con dediche a vari imperatori insieme a quella di importanti iscrizioni pubbliche relative alla costruzione e al restauro di monumenti cittadini, lasciano supporre che “le cave” volute da Papa Pio VI abbiano intercettato anche luoghi ed edifici localizzabili con assoluta certezza all’interno dell’area urbana (Il foro, l’augusteum, il teatro).

### I ritrovamenti del XVIII secolo: le statue e le iscrizioni
Tra le sculture che vennero portate alla luce durante gli scavi settecenteschi, quasi tutte ancora oggi visibili in Vaticano presso il Museo Pio Clementino, si segnalano in particolare: un’Erma di Aspasia velata con iscrizione greca (prima metà II sec. d.C.); Statua loricata con testa non pertinente dell’imperatore Lucio Vero (testa 161-169 d.C./ corpo metà II sec. d.C.); Statua di Giovane Bacco (II sec. d.C.; testa adattata da un rilievo di sarcofago della metà del II sec. d.C.); Statua con testa non pertinente di giovane personaggio togato con bulla appesa al collo (forse ritratto di Tiberio Gemello; il corpo è del 30-50 d.C.; la testa del 20-40 d.C.); Statua di cane molosso seduto (prima età imperiale), Statua di Priapo (divinità romana della fertilità del II sec. d.C.).
Tra i numerosi materiali rinvenuti si annoverano un prezioso tesoretto di 122 monete d’oro, diverse iscrizioni a carattere pubblico e religioso che forniscono importanti informazioni sulla vita municipale, economica, sociale e religiosa dell’antica colonia, in un periodo compreso tra il I secolo a.C. e il IV secolo d.C.
Di particolare interesse le iscrizioni di piena e tarda epoca imperiale relative alle basi di statue onorarie erette dai coloni in onore degli imperatori Adriano (117-138 d.C.), Gallieno (253-268 d.C.), della moglie Salonina (+268 d.C.) e del figlio Valeriano (250-258 d.C.). Altre basi risultano pertinenti all’imperatore Aureliano (270-275 d.C.) e all’imperatore Numeriano (283-284 d.C.). L’iscrizione più tarda ad oggi nota è una dedica dei castronovani all’imperatore Flavio Valerio Severo, rimasto in carica come Cesare per un solo anno, tra il 306 e il 307 d.C.
Soltanto nella seconda metà dell’Ottocento nuovi importanti scavi furono intrapresi da Raffaele Alibrandi Valentini subentrato nella proprietà del terreno. In seguito le ricerche nell’area urbana di Castrum Novum, sembra siano riprese soltanto quasi cento anni dopo, ad eccezione del ritrovamento fortuito del dito di bronzo di una gigantesca statua e di una testa in marmo dell’imperatore Traiano a grandezza naturale, avvenuto nel 1891 e di alcune ricognizioni di Salvatore Bastianelli, svolte negli anni Trenta del Novecento.

### La nuova ricerca e la valorizzazione
Dal settembre del 2010 è iniziata una nuova fase di ricerche archeologiche incentrate sul sito della città romana di Castrum Novum. Il progetto di ricerca, nato su iniziativa del Polo Museale Civico di Santa Marinella, è ora reso possibile dalla proficua e stretta collaborazione con l’Università di West Bohemia, l’Institutum Romanum Finlandiae, l’Istituto Nazionale di Geofisica e Vulcanologia, l’Associazione A.S.S.O e l’Associazione di volontari per i beni culturali Gruppo Archeologico del Territorio Cerite con il relativo Centro Studi Marittimi. Il progetto internazionale si svolge su concessione del Ministero della Cultura con la supervisione della Soprintendenza Archeologia, Belle Arti e Paesaggio per l’Etruria meridionale.

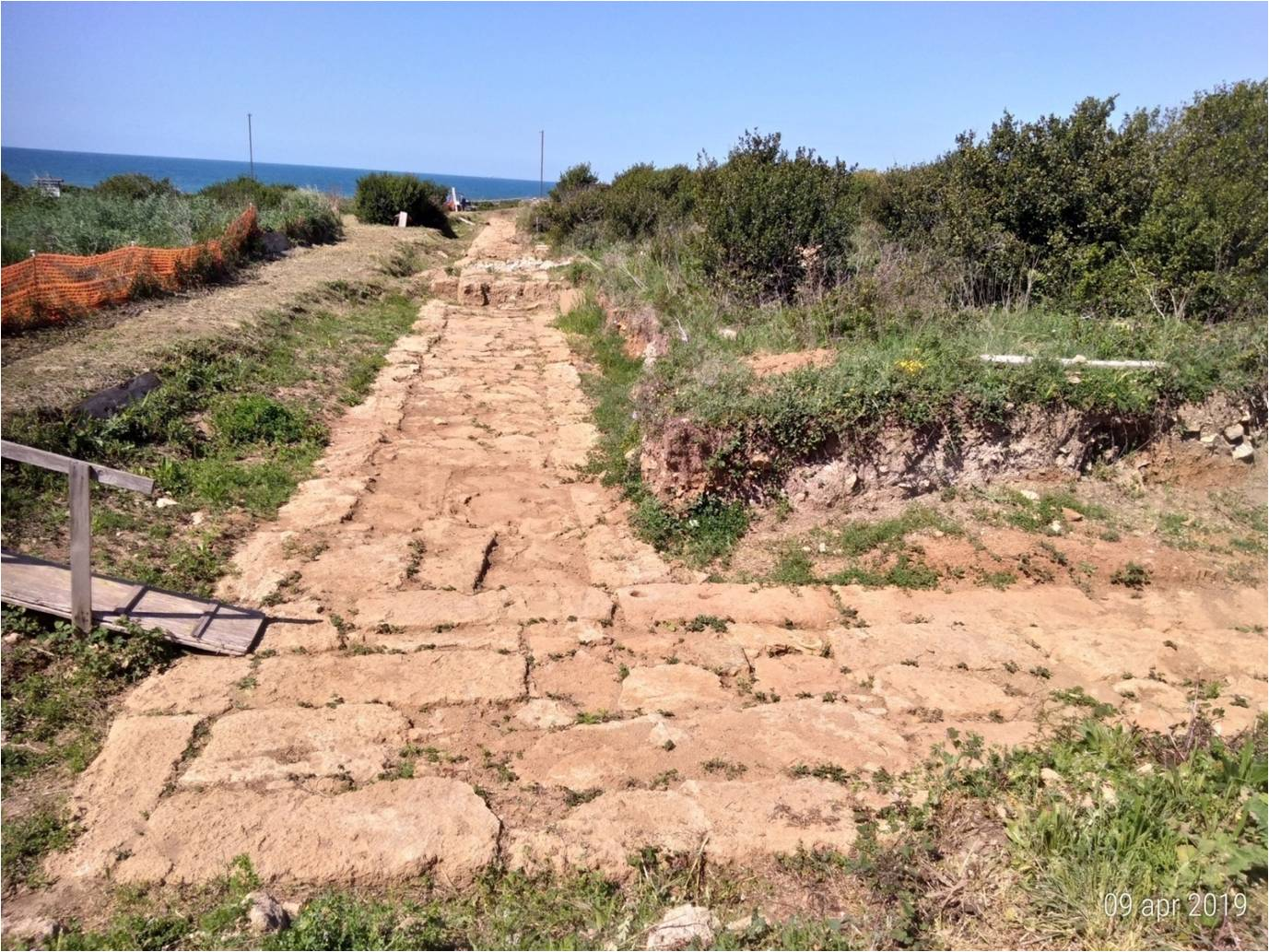
Le mura della fortezza di epoca repubblicana

### Le scoperte
Le ricerche degli ultimi anni hanno ampliato notevolmente le conoscenze relative all'antica città di Castrum Novum. Le indagini, condotte dal Direttore Dott. Flavio Enei, con metodo estensivo e stratigrafico, hanno consentito l'esplorazione di vari ambienti della caserma del castrum repubblicano, dell'intero edificio del teatro, di un'aula rettangolare e del podio di un probabile templio. È tornata in luce una parte del foro della città con una fontana monumentale, una domus con vari ambienti collegati aperti sul portico adiacente il foro, attraversato dal decumano, i resti di un impianto termale, l'intero perimetro del circuito murario del castrum del III secolo a.C. con i resti di una delle porte di ingresso. 
Il decumano della città

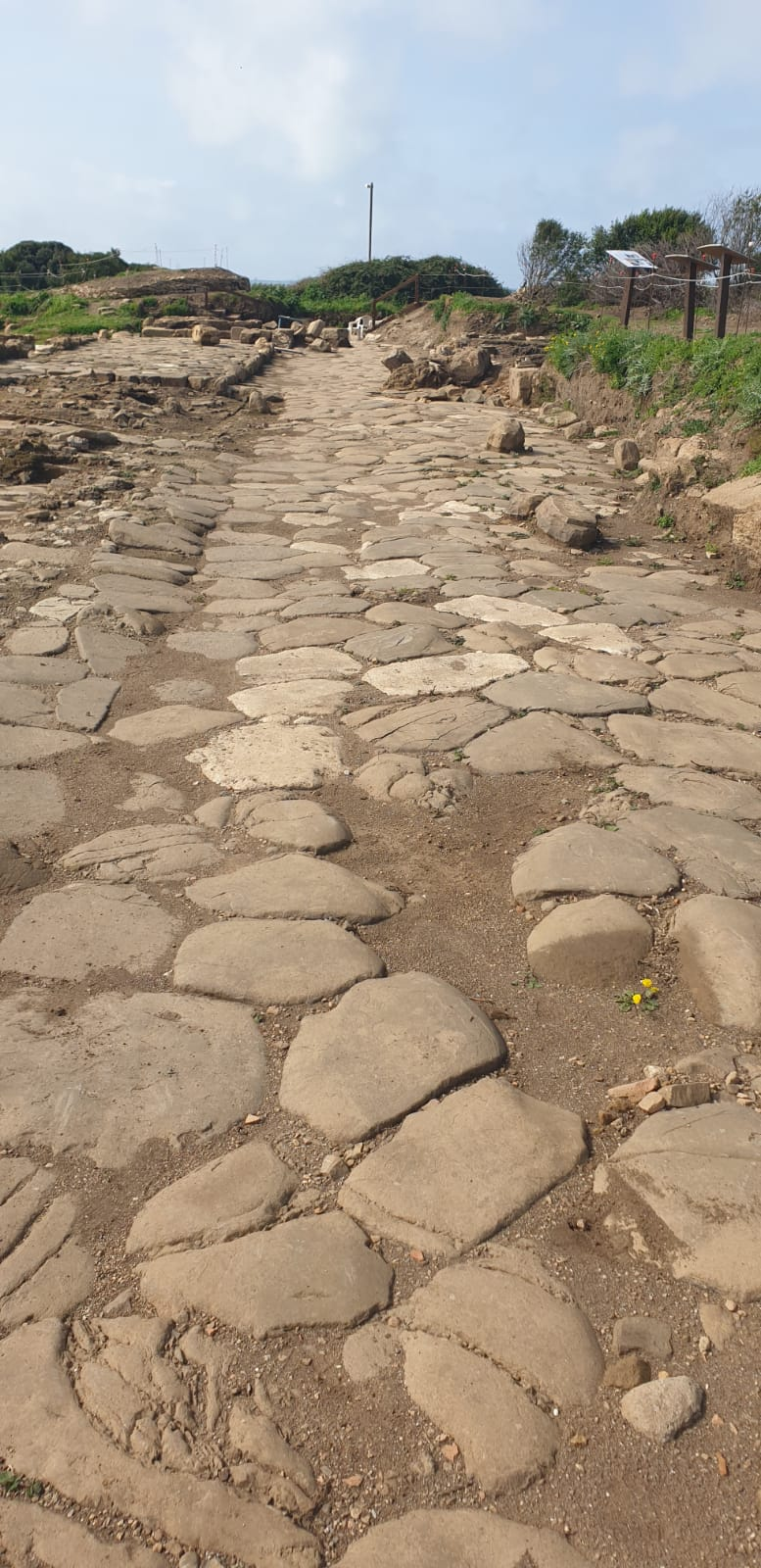
decumano

La strada basolata che attraversa il castrum, si presenta con una pavimentazione in basoli di pietra calcarea con crepidini e marciapiedi laterali, risulta pertinente alla fase imperiale della colonia (II secolo d.C.) e quasi senza dubbio ricalca il percorso del decumanus dell’originario impianto medio-repubblicano. Forse a causa delle ridotte dimensioni della fortezza, è possibile che si sia scelto di dotarla di un’unica via principale e di due sole porte, situate alla metà dei lati brevi del circuito difensivo, riproponendo l’impianto degli accampamenti militari ad asse unico mediano, ricordati da Polibio (Pol. VI, 26). 
Un teatro sul mare
Per la prima volta sul litorale dell’Etruria meridionale tornano in luce i resti di un teatro costruito a poche decine di metri dalla spiaggia e dall’antica linea di costa. Il teatro di Castrum Novum viene ad occupare in epoca imperiale l’angolo Nord Ovest del castrum del III secolo a.C. appoggiandosi in parte alle mura della fortezza, interamente costruito in cementizio con cortine laterizie di buona fattura.

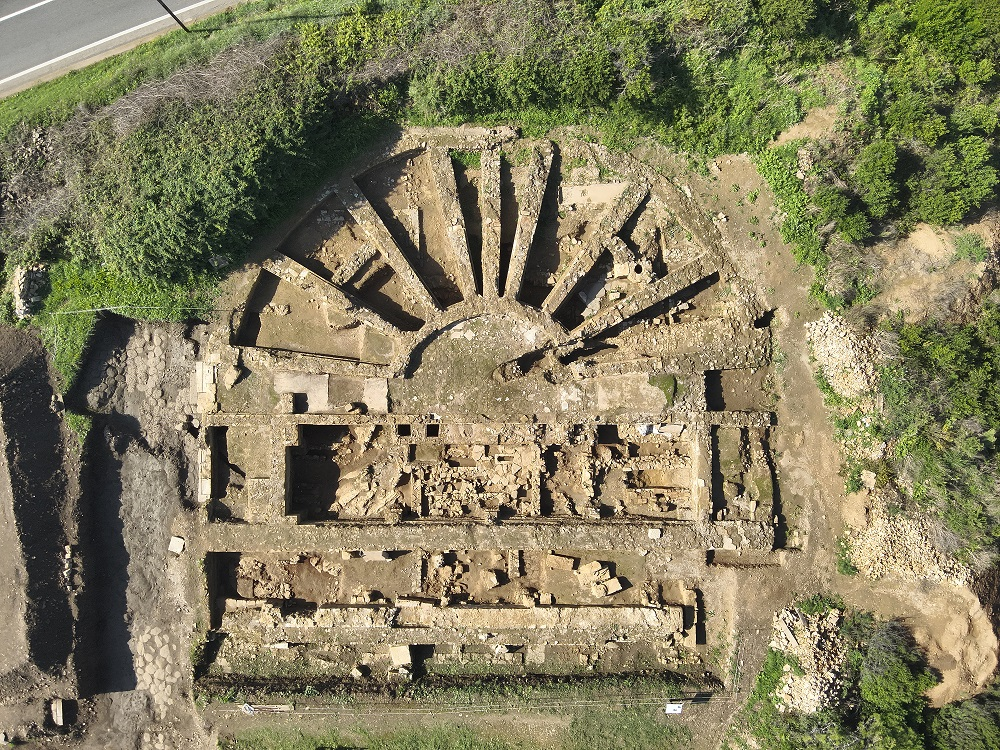
Teatro di Castrum Novum

Il grande edificio pubblico venne edificato rasando un settore della città dove sussistevano diverse abitazioni private e manifatture i cui resti stanno affiorando nella stratigrafia al di sotto dei muri della costruzione imperiale.
La sola rimozione dell'humus ha permesso di rimettere in luce l’intera pianta dell’edificio dove risultano perfettamente leggibili le varie parti che lo compongono: la cavea, in origine alta almeno 5 metri, sorretta da sette ambienti radiali coperti con volte a botte inclinate sulle quali dovevano essere posizionate le gradinate che ospitavano il pubblico. Ben visibile anche l'orchestra, provvista di una ricca pavimentazione in opus sectile marmoreo a decorazione geometrica e pareti rivestite in lastre di marmo bianco. Anche la fronte del palcoscenico appare rivestita di lastre marmoree con tre nicchie aperte nel muro, due rettangolari e una semicircolare nel mezzo. Ben visibili anche i resti del proscenio e la base della scena (scaenaefrons), sfondo architettonico permanente che, alto diversi metri, chiudeva la vista verso l’interno della città.
Lo scavo ha restituito molti frammenti della decorazione in stucchi dipinti (kymàtion ionico e motivi floreali) che doveva decorare la scena insieme a statue e colonne in marmo delle quali sono state rinvenute solo alcune piccole parti. L’edificio era provvisto di due ingressi pavimentati a mosaico monocromo che immettevano nell'orchestra, uno dei quali (aditonmaximus), era aperto, tramite una breve gradinata, direttamente sul decumano della città, in prossimità della porta marina, distante pochi metri dal ramo costiero della via Aurelia e dal mare.
I numerosi bolli rinvenuti sui mattoni bipedali che marcano i piani di spiccato dei muri sembrano datare la costruzione in epoca antonina, forse proprio durante il regno dell’imperatore Commodo (180-193 d.C.). Un bellissimo teatro vicino al mare che probabilmente poteva ospitare oltre mille persone. Durante gli spettacoli che si svolgevano nel tardo pomeriggio gli spettatori sedevano sulle gradinate con le spalle rivolte alla spiaggia, protetti dalla brezza marina dalle murature del teatro e con gli occhi rivolti al palcoscenico e alla scena ben illuminati dal tramonto del sole che a Castrum Novum avviene sul mare, esattamente di fronte alla città.
Nel mare antistante la città antica
Anche nello specchio di mare antistante la città antica, protetto dal promontorio di Capo Linaro, sono proseguiti gli studi e le ricerche sottomarine che, oltre ad approfondire la conoscenza dei fondali e della topografia dell’insediamento prospiciente la spiaggia, hanno riguardato soprattutto le grandi peschiere semisommerse che con la loro notevole estensione occupano un’ampia fascia del litorale. Selle peschiere di Castrum Novum, si è concentrata l’attività del Centro Studi Marittimi del Gruppo Archeologico che ha realizzato una nuova dettagliata documentazione dei complessi, utile per la conoscenza della loro cronologia, dell’antico funzionamento nonché del livello marino in epoca romana. I ritrovamenti subacquei relativi a numerosi frammenti di dolia avvenuti nel tempo nello specchio di mare antistante le palafitte, segnalano la probabile presenza di un relitto di una nave doliaria, da identificare, forse, data la sua possente struttura costruttiva, con quello scavato dalla Soprintendenza nel 1996/97 nell’area portuale antica.
La grande peschiera

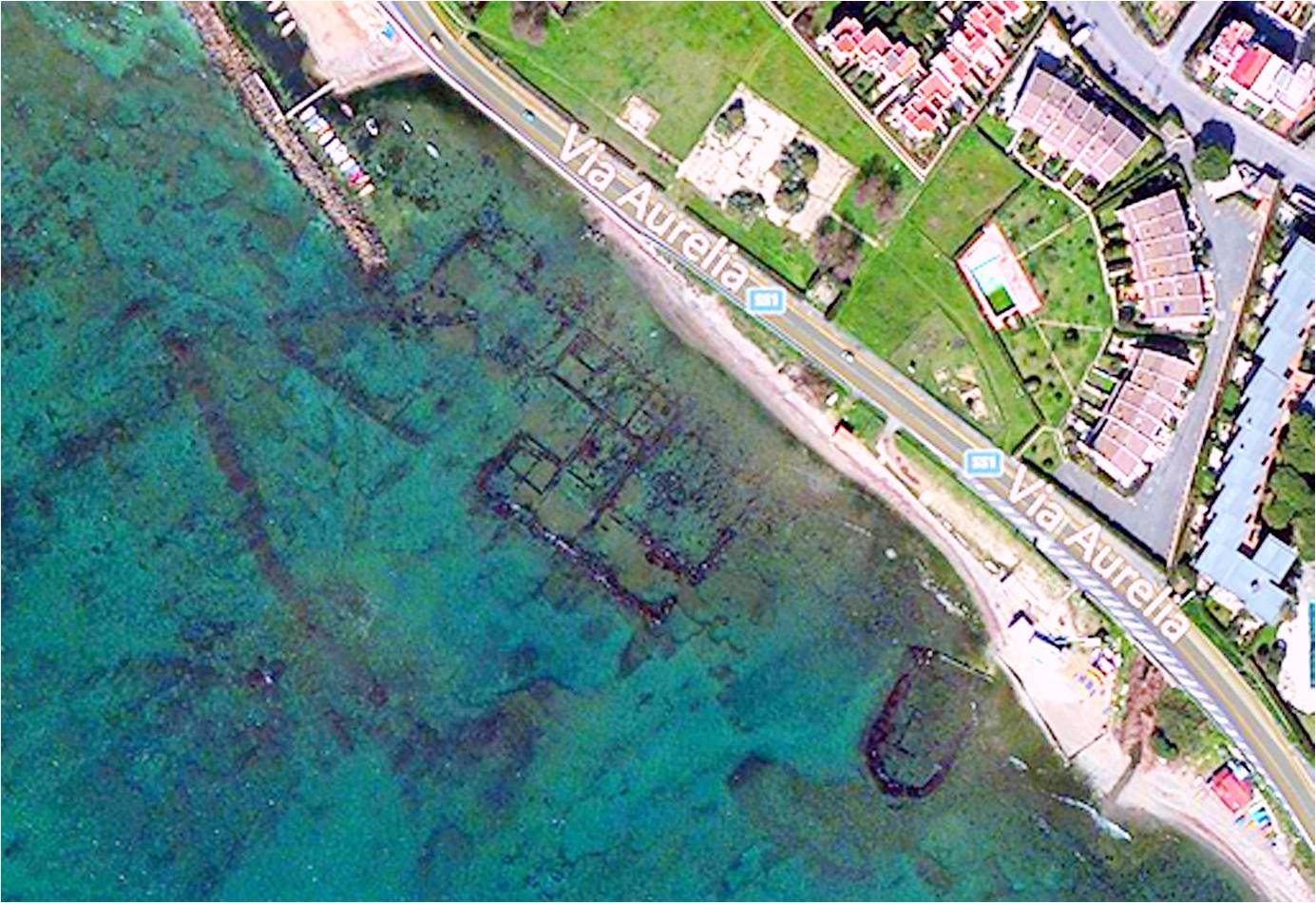
Peschiere di Castrum Novum

È molto probabile che in epoca tardo repubblicana, tra il II e il I secolo a.C., sia stata costruita la grande peschiera, estesa per più di cento metri nello specchio di mare subito antistante la costa, e che la struttura, più volte sistemata e riorganizzata in funzione del continuo sollevamento del mare, sia rimasta in attività per diversi secoli fino in epoca imperiale. È verosimile che l’impianto sia stato realizzato riusando e riadattando anche le più antiche strutture pertinenti ai moli del porto di epoca repubblicana, costruito in coincidenza con la deduzione della colonia nel III secolo a.C. La peschiera si articola in diverse vasche a pianta rettangolare, in opera cementizia con malta idraulica e tracce di rivestimento in opus signinum. I canali di adduzione dell’acqua, orientati verso Nord-Ovest a diverse distanze via via sempre più vicine alla battigia, segnalano il progressivo arretramento della linea di costa e la conseguente necessità di riadattamento dei sistemi idraulici destinati all’alimentazione e pulizia delle vasche. Oltre che dai più antichi possenti moli del porto, costruiti in opera quadrata, la grande peschiera, forse in origine rifornita di acqua dolce addotta dal fosso delle Guardiole, continua ad essere protetta verso Libeccio dall’antemurale oggi sommerso.
Il rinvenimento di numerosi gusci di ostriche nell’impianto lascia supporre che nel corso della sua storia la peschiera abbia ospitato anche degli ostriaria destinati all’allevamento di questo genere di molluschi bivalvi molto apprezzati in epoca antica. La notevole estensione della struttura e le sue caratteristiche la collocano tra le più grandi e forse anche tra le più antiche del Mediterraneo; non è dato sapere se la costruzione del complesso, destinato ad una produzione industriale, sia da attribuire ad un’iniziativa privata o ad un intervento pubblico curato direttamente dalla colonia. Senza dubbio l’itticoltura praticata in modo intensivo dovette rappresentare per Castrum Novum, tra il I secolo a.C. e il I secolo d.C., una notevole fonte di ricchezza e di sviluppo, contribuendo all’economia della città in modo significativo, senz’altro anche tramite le attività collegate alla lavorazione dei prodotti e alla loro vendita sui mercati locali e di Roma.
La peschiera con lato semicircolare
Una storia diversa riguarda invece la peschiera con lato absidato rivolto al mare, interamente costruita in cementizio con paramenti in laterizi, anch’essa oggi semisommersa a breve distanza dalla spiaggia, a circa 150 m a Nord Ovest dalle mura del castrum. Le ricerche hanno rintracciato diverse suddivisioni interne in varie vasche rettangolari tra loro comunicanti tramite cataractae (griglie in piombo forate) rinvenute ancora in posto inserite negli appositi canali di scorrimento. In questo caso sembra trattarsi di un impianto di particolare pregio, forse pertinente ad una delle ville marittime situate sulla costa antistante, costruita in epoca imperiale, tra il I e il II secolo d.C. Il rinvenimento del piedistallo di una piccola statua in marmo della quale si conservano i resti dei piedi, avvenuto presso il lato curvo della struttura, e di una base di colonna ionica sulla massicciata adiacente, lascia ipotizzare che l’impianto fosse dotato di un arredo decorativo. 

## Il parco archeologico
Tra i risultati più importanti della pluriennale ricerca c’è finalmente la prossima realizzazione del “Parco Archeologico di Castrum Novum” i cui lavori sono appena iniziati nel febbraio 2023. L’importante progetto di valorizzazione prevede la realizzazione del centro visita al quale sono collegati diversi itinerari per la fruizione del pubblico, sale didattiche, bookshop e servizi. Le opere, finanziate dalla Regione Lazio su progetto del Comune di Santa Marinella, approvate dagli organi competenti e regolarmente appaltate, sono in corso di costruzione.